# Gouvernement Dăscălescu I
Roumanie
Verdeț II Dăscălescu II
Le gouvernement Dăscălescu I (Guvernul Dăscălescu (1), en roumain) est le gouvernement de la République socialiste de Roumanie entre le 21 mai 1982 et le 29 mars 1985.

## Composition

### Composition initiale
| Fonction                                                                                       | Titulaire                                      | Titulaire                                      | Parti |
| ---------------------------------------------------------------------------------------------- | ---------------------------------------------- | ---------------------------------------------- | ----- |
| Premier ministre                                                                               |                                                | Constantin Dăscălescu                          | PCR   |
| Première vice-présidente du Conseil des ministres                                              |                                                | Elena Ceaușescu                                | PCR   |
| Vice-président du Conseil des ministres                                                        |                                                | Gheorghe Oprea                                 | PCR   |
| Vice-président du Conseil des ministres                                                        |                                                | Ion Dincă                                      | PCR   |
| Vice-président du Conseil des ministres                                                        |                                                | Ludovic Fazekas                                | PCR   |
| Vice-président du Conseil des ministres                                                        |                                                | Gheorghe Petrescu                              | PCR   |
| Vice-présidente du Conseil des ministres                                                       |                                                | Alexandrina Găinușe                            | PCR   |
| Vice-président du Conseil des ministres                                                        |                                                | Ion M. Nicolae                                 | PCR   |
| Vice-président du Conseil des ministres                                                        |                                                | Ioan Totu                                      | PCR   |
| Vice-président du Conseil des ministres                                                        |                                                | Ioan Avram                                     | PCR   |
| Vice-président du Conseil des ministres                                                        |                                                | Gheorghe Stoica (jusqu'au 1er novembre 1982)   | PCR   |
| Vice-président du Conseil des ministres                                                        |                                                | Marin Enache (à partir du 11 novembre 1983)    | PCR   |
| Ministres                                                                                      |                                                |                                                |       |
| Ministre de l'Intérieur                                                                        |                                                | George Homoștean                               | PCR   |
| Ministre des Affaires étrangères                                                               |                                                | Ștefan Andrei                                  | PCR   |
| Ministre de la Justice                                                                         |                                                | Gheorghe Chivulescu                            | PCR   |
| Ministre de la Défense nationale                                                               |                                                | Constantin Olteanu                             | PCR   |
| Président du Comité d'État de la Planification                                                 |                                                | Emilian Dobrescu (jusqu'au 1er novembre 1982)  | PCR   |
| Président du Comité d'État de la Planification                                                 | Ștefan Bârlea                                  |                                                | PCR   |
| Ministre des Finances                                                                          |                                                | Petre Gigea                                    | PCR   |
| Ministre de l'Industrie métallurgique                                                          |                                                | Neculai Agachi                                 | PCR   |
| Ministre de l'Industrie chimique                                                               |                                                | Gheorghe Caranfil (à partir du 7 février 1984) | PCR   |
| Ministre de l'Industrie chimique                                                               | Gheorghe Dinu                                  |                                                | PCR   |
| Ministre des Mines                                                                             |                                                | Ion Lăzărescu (jusqu'au 23 octobre 1983)       | PCR   |
| Ministre des Mines                                                                             | Marin Ștefanache                               |                                                | PCR   |
| Ministre du Pétrole                                                                            |                                                | Gheorghe Vlad (jusqu'au 20 juin 1986)          | PCR   |
| Ministre du Pétrole                                                                            | Ilie Câșu                                      |                                                | PCR   |
| Ministre de la Géologie                                                                        |                                                | Ioan Folea                                     | PCR   |
| Ministre de l'Énergie électrique                                                               |                                                | Trandafir Cocârlă (jusqu'au 26 mars 1984)      | PCR   |
| Ministre de l'Énergie électrique                                                               | Nicolae Bușui                                  |                                                | PCR   |
| Ministre de l'Industrialisation du bois et des Matériaux de construction                       |                                                | Ioan Florea (jusqu'au 23 novembre 1984)        | PCR   |
| Ministre de l'Industrialisation du bois et des Matériaux de construction                       | Gheorghe Constantinescu                        |                                                | PCR   |
| Ministre des Constructions industrielles                                                       |                                                | Dumitru Popa (jusqu'au 3 novembre 1982)        | PCR   |
| Ministre des Constructions industrielles                                                       | Ion C. Petre                                   |                                                | PCR   |
| Ministre de l'Industrie des constructions automobiles                                          |                                                | Ioan Avram (jusqu'au 3 avril 1984)             | PCR   |
| Ministre de l'Industrie des constructions automobiles                                          | Petre Preoteasa (jusqu'au 12 février 1985)     |                                                | PCR   |
| Ministre de l'Industrie des constructions automobiles                                          | Alexandru Necula                               |                                                | PCR   |
| Ministre des Industries de machines-outils, électrotechnique et électronique                   |                                                | Alexandru Necula                               | PCR   |
| Ministre de l'Industrie légère                                                                 |                                                | Lina Ciobanu (jusqu'au 30 janvier 1984)        | PCR   |
| Ministre de l'Industrie légère                                                                 | Ion Pățan                                      |                                                | PCR   |
| Ministre de l'Agriculture et de l'Industrie alimentaire                                        |                                                | Ion Teșu                                       | PCR   |
| Ministre de l'Agriculture et de l'Industrie alimentaire                                        | Gheorghe David                                 |                                                | PCR   |
| Ministre de la Sylviculture                                                                    |                                                | Ion Cioară                                     | PCR   |
| Ministre du Commerce intérieur                                                                 |                                                | Ana Mureșan                                    | PCR   |
| Ministre du Commerce extérieur et de la Coopération économique internationale                  |                                                | Nicolae Constantin (jusqu'au 20 novembre 1982) | PCR   |
| Ministre du Commerce extérieur et de la Coopération économique internationale                  | Vasile Pungan                                  |                                                | PCR   |
| Ministre de l'Approvisionnement technico-matériel et du Contrôle de la gestion des fonds fixes |                                                | Ion Pățan (jusqu'au 30 janvier 1984)           | PCR   |
| Ministre de l'Approvisionnement technico-matériel et du Contrôle de la gestion des fonds fixes | Richard Winter (jusqu'au 12 février 1985)      |                                                | PCR   |
| Ministre de l'Approvisionnement technico-matériel et du Contrôle de la gestion des fonds fixes | Petre Preoteasa                                |                                                | PCR   |
| Ministre des Transports et des Télécommunications                                              |                                                | Vasile Bulucea                                 | PCR   |
| Ministre du Tourisme et du Sport                                                               |                                                | Ion Tudor                                      | PCR   |
| Ministre du Tourisme et du Sport                                                               | Nicolae Gavrilescu (jusqu'au 9 septembre 1982) |                                                | PCR   |
| Ministre du Tourisme et du Sport                                                               | Ion Stănescu (jusqu'au 23 octobre 1984)        |                                                | PCR   |
| Ministre de la Santé                                                                           |                                                | Eugen Proca                                    | PCR   |
| Ministre du Travail                                                                            |                                                | Maxim Berghianu                                | PCR   |
| Ministre de l'Éducation et de l'Apprentissage                                                  |                                                | Ion Teoreanu                                   | PCR   |
| Ministre pour les Problèmes de la jeunesse                                                     |                                                | Pantelimon Găvănescu                           | PCR   |
| Ministre pour les Problèmes de la jeunesse                                                     | Nicu Ceaușescu                                 |                                                | PCR   |